# Rivière de l'Est
Pour les articles homonymes, voir Rivière de l'Est (homonymie).
La rivière de l'Est est un fleuve français situé dans le département d'outre-mer de La Réunion.

## Cours

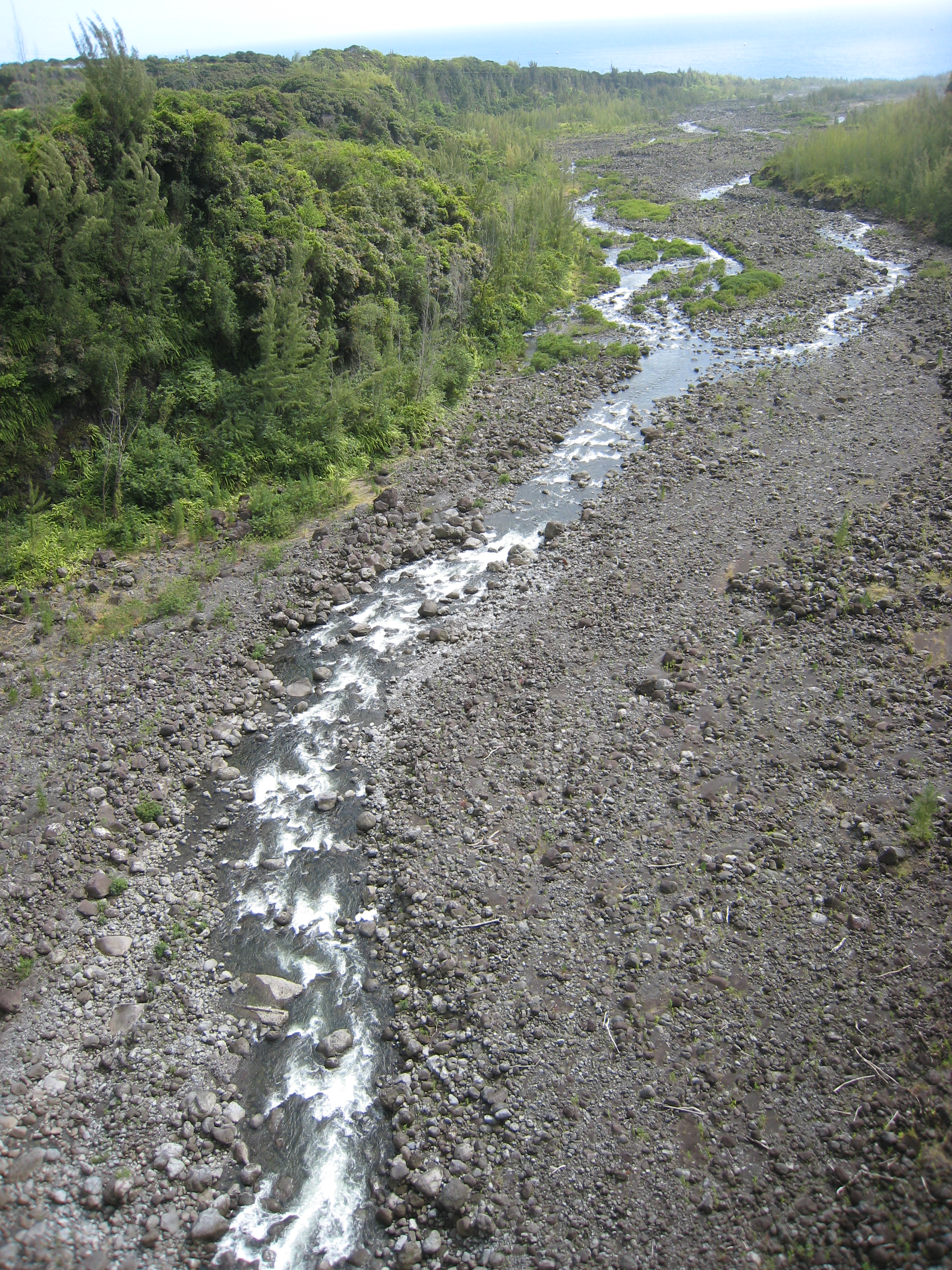
Vue sur l'embouchure.

Elle s'écoule d'ouest en est, d'abord sur le territoire communal de Sainte-Rose, puis marque la limite entre Sainte-Rose et Saint-Benoît, communes respectivement situées au sud et au nord du cours d'eau.

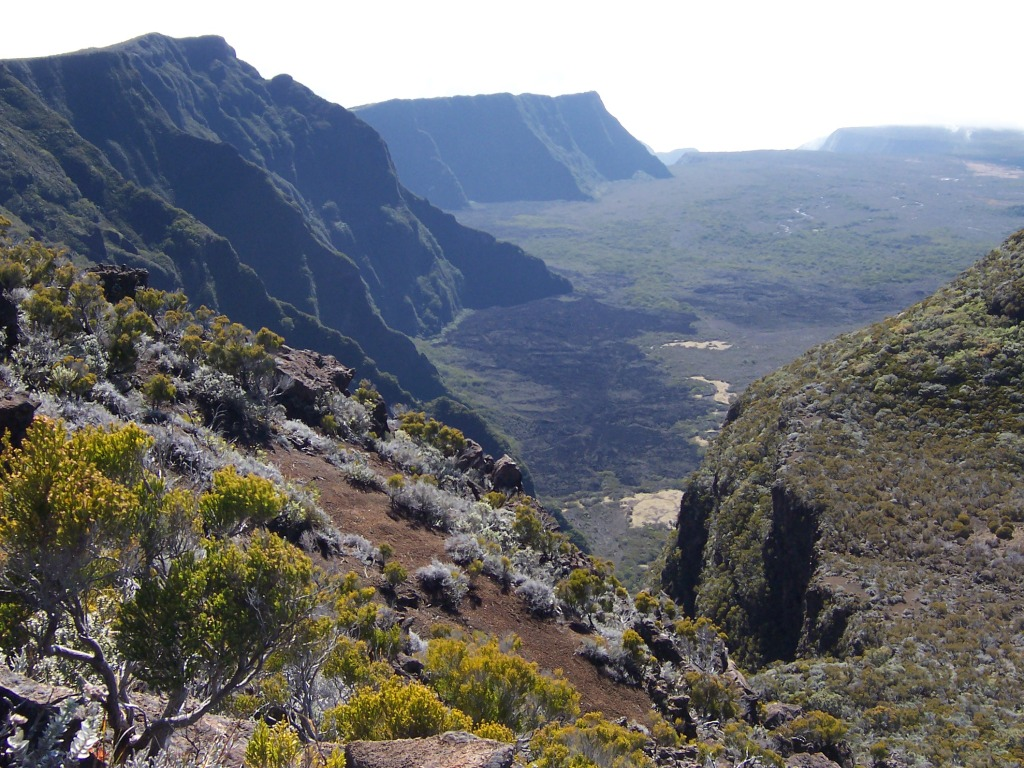
Le Fond de la Rivière de l'Est.

Elle prend sa source à 2 350 mètres d'altitude près du piton de la Fournaise sur un plateau d'effondrement appelé Fond de la Rivière de l'Est (de l'ancien français font =  source). Après avoir serpenté sur ce plateau, au milieu des forêts de tamarins, des branles et des savanes naturelles, les divers bras qui lui donnent naissance se rejoignent pour tomber  brutalement d'un à-pic vertigineux de plus de 500 mètres appelé le Cassé de la Rivière de l'Est. 
Au pied de cet à-pic, la rivière est réalimentée par des sources qui proviennent en fait de l'infiltration des eaux dans l'épaisseur du massif volcanique. Elle circule ensuite au fond de gorges escarpées et très profondes et ne s'élargit que vers son embouchure où elle dépose des alluvions formées de gros blocs rocheux.
Le régime d'écoulement est très irrégulier, car la région est à la fois affectée par une structure géologique très poreuse et par des pluies tropicales phénoménales : on y enregistre les records du monde de précipitations horaires. De longues périodes calmes alternent avec des crues brutales et furieuses.
Une partie des eaux de la rivière de l'Est sont détournées à mi-parcours vers d'immenses réservoirs, puis amenées par conduite forcée jusqu'à la centrale hydroélectrique de Sainte-Rose au bord de l'océan Indien. Les eaux turbinées sont rejetées dans la mer.

## Ponts
L'un des ponts qui traversent la rivière près de son embouchure a été construit à partir de 1888 par Ferdinand Arnodin. Pont suspendu ancré au sol, il était le plus long du monde lorsqu'il a été livré en 1894. 
Aujourd'hui, ce pont suspendu de la Rivière de l'Est n'est plus ouvert à la circulation routière ni piétonnière; il a en effet été doublé et remplacé par un pont en béton armé construit en 1979, situé légèrement plus en amont.